# Monterosa
Monterosa is een historisch motorfietsmerk.
Monterosa was een kleine Italiaanse fabriek die van 1954 tot 1958 49 cc motorfietsjes met Itom-blokjes maakte.